# Dekanat Birmingham South
Dekanat Birmingham South – jeden z 18 dekanatów archidiecezji Birmingham w Wielkiej Brytanii. W jego skład wchodzi 13 parafii. 

## Lista parafii
| Lp. | Miejscowość   | Parafia                                            | Kościół                                                            | Grafika |
| --- | ------------- | -------------------------------------------------- | ------------------------------------------------------------------ | ------- |
| 1   | Northfield    | Parafia Najświętszej Maryi Panny i św. Brygidy     | Kościół Najświętszej Maryi Panny i św. Brygidy w Northfield        |         |
| 2   | Weoley Castle | Parafia Najświętszej Maryi Panny i św. Róży z Limy | Kościół Najświętszej Maryi Panny i św. Róży z Limy w Weoley Castle |         |
| 3   | Quinton       | Parafia Matki Bożej Fatimskiej                     | Kościół Matki Bożej Fatimskiej w Quinton                           |         |
| 4   | Yardley Wood  | Parafia Najświętszej Maryi Panny z Lourdes         | Kościół Najświętszej Maryi Panny z Lourdes w Yardley Wood          |         |
| 5   | Rednal        | Parafia Matki Bożej Nieustającej Pomocy            | Kościół Matki Bożej Nieustającej Pomocy w Rednal                   |         |
| 6   | Kings Heath   | Parafia św. Dunstana                               | Kościół św. Dunstana w Kings Heath                                 |         |
| 7   | Selly Park    | Parafia św. Edwarda                                | Kościół św. Edwarda w Selly Park                                   |         |
| 8   | West Heath    | Parafia św. Johna Fishera                          | Kościół św. Johna Fishera w West Heath                             |         |
| 9   | Kings Norton  | Parafia św. Józefa i św. Heleny                    | Kościół św. Józefa i św. Heleny w Kings Norton                     |         |
| 10  | Maypole       | Parafia św. Judy                                   | Kościół św. Judy w Maypole                                         |         |
| 11  | Harborne      | Parafia św. Marii                                  | Kościół św. Marii w Harborne                                       |         |
| 12  | Kings Norton  | Parafia św. Pawła                                  | Kościół św. Pawła w Kings Norton                                   |         |
| 13  | Bartley Green | Parafia św. Piotra                                 | Kościół św. Piotra w Bartley Green                                 |         |